# Liste des peuples de la république du Congo
 (juillet 2013).
Si vous disposez d'ouvrages ou d'articles de référence ou si vous connaissez des sites web de qualité traitant du thème abordé ici, merci de compléter l'article en donnant les références utiles à sa vérifiabilité et en les liant à la section « Notes et références ».
Cette page liste les différents peuples de la république du Congo.

## Groupe Kongo
- Bembé
- Dondo
- Hangala
- Kamba
- Kongo Boko
- Kugni
- Yaka
- Manyanga
- Mikéngé ou N'Kéngé
- Sundi
- Vili
- Yombé
- Lari

## Groupe Téké
- Bakotas
- Bakukuya
- Bambâmba
- Bandassa
- Bangangulu ou Bangòngòlò
- Batégué Alima
- Batéké Lali ou Balali
- Tyo
- Mbéti
- Mboko
- Bayaka
- Teke de Zanaga
- Bambenga

## Groupe Ngala
- Ambossi
- Babomitaba
- Bobangui
- Kouyous (ou Kuyu ou Koyo)
- Mboko
- Mbondzo
- Mondzombo
- Ngaré

## Échira
- Babwisi
- Balûmbu
- Bapunu

## Pygmées
- Bambenga ou Bambinga